# فيلهلم هيتماير
فيلهلم هيتماير (بالألمانية: Wilhelm Heitmeyer)‏ (من مواليد 28 يونيو 1945، نيتلشدت، ألمانيا) هو عالم اجتماع، وأستاذ تعليم متخصص في التنشئة الاجتماعية. منذ عام 1996 وحتى عام 2013 ترأس معهد البحوث المتعدد التخصصات حول الصراع والعنف (آي كي جي) في جامعة بيليفيلد. منذ تقاعده عن عمله كمدير، شغل منصب أستاذ الأبحاث الأول في آي كي جي.

## الأبحاث
ركزت اهتمامات هيتماير البحثية منذ عام 1983 على البحث التجريبي في التطرف اليميني، والعنف، وكراهية الأجانب، والصراعات الإثنية/الثقافية، والتفكك الاجتماعي. منذ عام 1990، أجرى بحثًا طويل الأمد حول العداء الذي يركز على المجموعة. أكمل هيتماير العديد من المشاريع التي تمولها مؤسسة البحوث الألمانية. في منتصف ثمانينيات القرن العشرين كان من أوائل الذين درسوا التوجهات اليمينية المتطرفة بين المراهقين، وكذلك العنف في ملاعب كرة القدم. في منتصف تسعينيات القرن العشرين كان يبحث بالفعل في التوجهات الأصولية بين الشباب المسلمين. مؤخرًا تحول اهتمامه إلى العنف في جنوب الكرة الأرضية.
في عام 1996 أسس هيتماير معهد الأبحاث متعدد التخصصات حول الصراع والعنف، حيث شغل منصب مدير المعهد حتى تقاعده في عام 2013. بصفته رئيس التحرير المؤسس، نشر المجلة الدولية للصراع والعنف منذ عام 2008 وحتى عام 2014، بالاشتراك مع دوغلاس ماسي (برينستون)، وستيفن ميسنر (ألباني)، وجيمس سيدانيوس (هارفارد)، وميشيل فيفيوركا (كلية الدراسات العليا في العلوم الاجتماعية في باريس).

### نظرية التفكك الاجتماعي
طرح هيتماير في عمله نظرية التفكك الاجتماعي، التي وضعها مع زملائه في تسعينيات القرن العشرين لتفسير العنف، والتطرف اليميني، والصراعات الإثنية/الثقافية. تُعرف النظرية أيضًا في العلوم الاجتماعية باسم «نهج تفكك بيليفيلد»، وتشكل الأساس لمتلازمة العداء الذي يركز على المجموعة. يُفهم التفكك على أنه فشل المؤسسات والمجتمعات المجتمعية في تأمين الوجود المادي، والاعتراف الاجتماعي، والسلامة الشخصية. يكمن جوهر النظرية في أنه مع تزايد الخبرات والخوف من التفكك، تتوسع رقعة الصراع وشدته وتتقلص القدرة على تنظيمه.
يتضمن المفهوم ثلاثة مجالات من الحياة، مقسمة إلى مستويين: الموضوعية (المشاركة ، إلخ) والذاتية، أي الاعتراف. في نهج التفكك، يُفهم التكامل الاجتماعي والمجتمعي للأفراد والجماعات على أنه توازن ناجح بين الحريات والروابط، حيث تُحل المشكلات الثلاث المحددة بشكل مناسب:
- في البعد الاجتماعي، المشاركة الملائمة في السلع المادية المطلوبة لإعادة الإنتاج (العمل، والإسكان، وأسواق المستهلكين). يتيح دمج النظام الفردي/الوظيفي هذا فرصًا للاعتراف الموضعي. - في البعد المؤسسي للتنشئة الاجتماعية، توازن المصالح المتضاربة (العدل، والعدالة، وحكم القانون الديمقراطي). هذا هو الاندماج الاجتماعي التواصلي/التفاعلي، والذي يمثل فرصًا للاعتراف الأخلاقي. - في البعد الشخصي للتشاركية، إنتاج العلاقات العاطفية، والتعبيرية، والمعنى، وتحقيق الذات. هذا هو الاندماج الاجتماعي الثقافي/التعبيري ويمثل فرصًا للاعتراف العاطفي.
تعمل العمليات المختلفة على تفاقم مشاكل الاندماج في المجتمعات الغربية الحديثة:
- في البعد الاجتماعي الهيكلي، يقلل الاستقطاب الاجتماعي من فرص الأفراد في الوصول إلى النظم الفرعية الاجتماعية المختلفة. بينما يعمل إضفاء الطابع الفردي على توسيع الحريات الشخصية، تزداد الضغوط أيضًا، على سبيل المثال لتحقيق النجاح في سوق العمل. وحين تتراجع احتمالات حدوث ذلك، ينشأ الإحباط بين الخاسرين، الذين لم يعد بوسعهم الاعتراف بالموضع. تعزز المنافسة، والتدابير الاقتصادية، والتفكير التنافسي، والنزعة الاستهلاكية السلوك النرجسي (الاندفاع، والتمييز الاجتماعي، وإقصاء الآخرين). - في البعد المؤسسي، يؤدي العجز السياسي إلى الانسحاب من الشؤون العامة، بما في ذلك المشاركة في تأمين المعايير الأساسية مثل العدالة، والتضامن، والإنصاف. هذا مرتبط بفقدان الاعتراف الأخلاقي. - على المستوى الاجتماعي والعاطفي، يؤدي إضفاء الطابع الفردي المتناقض إلى زعزعة استقرار العلاقات الزوجية وتفكك الأسرة، وبالتالي تعريض التنشئة الاجتماعية للأطفال للخطر (احتمال مرتفع لحدوث الصراع، والضغط العاطفي الأبوي)، والذي يصبح واضحًا أيضًا في فقدان الاعتراف الاجتماعي.

## وصلات خارجية
- فيلهلم هيتماير على موقع مونزينجر (الألمانية)

- فيلهلم هيتماير في فهرس مكتبة ألمانيا الوطنية